# سرکار (فیلم)
«سرکار» (انگلیسی: Sarkar) فیلمی در ژانر جنایی و درام به کارگردانی رام گوپال وارما است که در سال ۲۰۰۵ منتشر شد. از بازیگران آن می‌توان به آمیتاب باچان، آبیشک باچان، کاترینا کایف، تانیشا موکرجی و انوپم کهیر اشاره کرد.